# Aeropuerto Internacional de Zanzíbar
El Aeropuerto Internacional de Zanzíbar (IATA: ZNZ, OACI: HTZA), también conocido como Aeropuerto Kisauni, es el único aeropuerto en la isla de Unguja, que junto con la isla Pemba forma el archipiélago de Zanzíbar, parte de la República de Tanzania. El aeropuerto se encuentra a aproximadamente a 6 kilómetros (3,2 nmi) al sur de Stone Town.
El aeropuerto actualmente opera vuelos diarios a los principales aeropuertos del Este de África como el aeropuerto del Kilimanjaro, el aeropuerto de Nairobi, el aeropuerto de Arusha, el aeropuerto de Mombasa y el aeropuerto de Dar es Salaam por parte de aerolíneas como Air Tanzania, Kenya Airways y Precision Air.
South African Airways actualmente opera en Zanzíbar los miércoles y sábados desde Johannesburgo. Air Uganda tiene dos vuelos semanales directos entre el Aeropuerto Internacional de Entebbe y Zanzíbar los lunes y viernes. 
Hay así mismo un par de aerolíneas chárter vacacionales como es el caso de Air Italy que ofrece vuelos directos desde destinos como Milán, Roma, Verona y Luxor o Cóndor que los efectúa desde Fráncfort via Mombasa.
El aeropuerto está abierto las veinticuatro horas del día, siete días a la semana y alberga en su interior una cafetería y varias tiendas de comida y souvenirs.

## Instalaciones
El aeropuerto reside en una elevación de 54 pies (16 m). Posee una pista de aterrizaje designada como 18/36 con una superficie de asfalto de dimensiones 2462 pies (750 m) x 45 pies (14 m).

## Estadísticas
- Número de vuelos gestionados (2005): 14.302
- Pasajeros gestionados (2005): 418.814
- Carga gestionada (2005): 566 toneladas

## Aerolíneas y destinos
- 1Time (Johannesburgo)

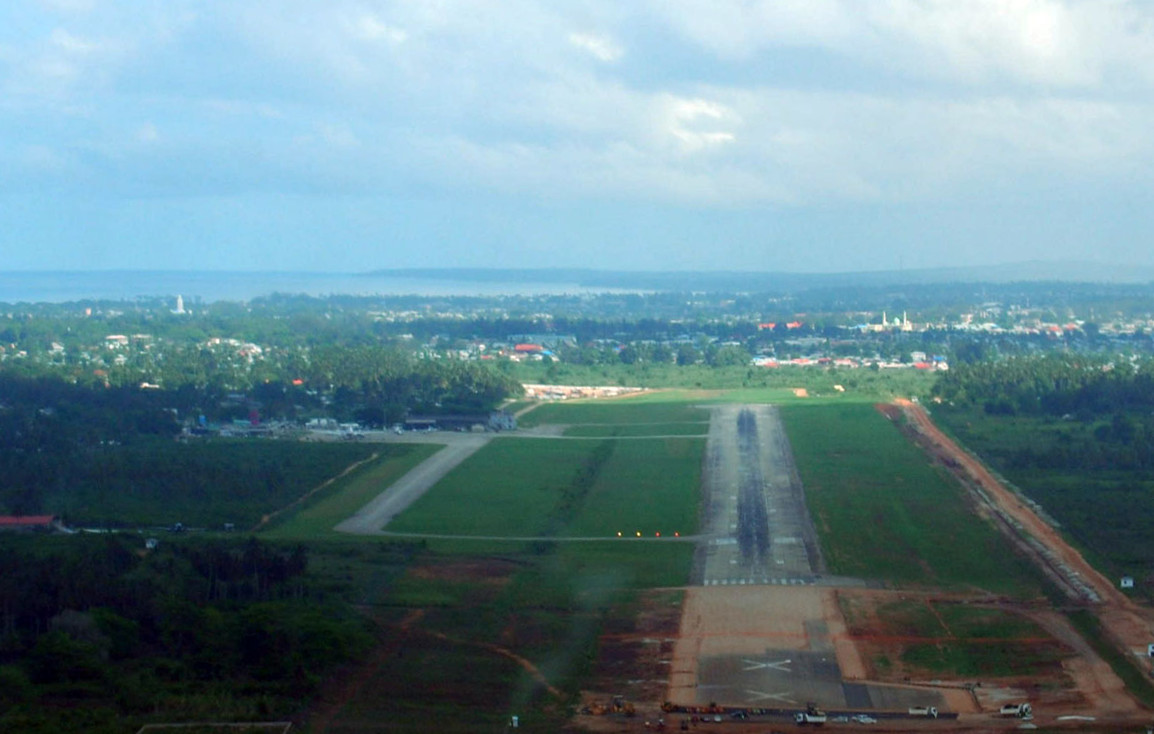
En aproximación al Aeropuerto Internacional de Zanzíbar

- Air Uganda (Entebbe, Juba, Nairobi)
- Bankair (Arusha, Dar es Salaam, Pemba)
- Coastal Aviation (Dar es Salaam)
- Condor | Fráncfort
- Ethiopian Airlines (Addis Abeba)
- Fly540 (Mombasa, Nairobi)
- Kenya Airways (Nairobi)
- Neos (Milán-Malpensa)
- Precision Air (Dar es Salaam, Mombasa, Nairobi)
- TUI fly Belgium (Bruselas, Mombasa)
- ZanAir (Arusha, Dar es Salaam, Pemba)